# Boerderette

Basisvorm van een boerderette

Een boerderette is in Nederland de benaming voor een woningtype uit de late twintigste en vroege eenentwintigste eeuw, gebouwd in een stijl die doet denken aan een traditionele boerderij, maar dat als zodanig in de historie niet heeft bestaan. Het begrip zou destijds zijn geïntroduceerd door Wim T. Schippers. In België bestaat het vergelijkbare begrip fermette.
In architectuurkritiek wordt de term in denigrerende zin gehanteerd als voorbeeld van 'foute' catalogusbouw die, meestal aan de rand van dorpen en steden, zou hebben geleid tot onaantrekkelijke quasi-historische bebouwing. In commerciële kring, onder andere bij makelaars, wordt de term neutraal tot positief gebruikt voor een landelijk-nostalgisch type woning.